# Isotomiella hygrophila
Isotomiella hygrophila is een springstaartensoort uit de familie van de Isotomidae. De wetenschappelijke naam van de soort is voor het eerst geldig gepubliceerd in 2001 door Sterzynska & Kaprus.